# Frederik Schram
Frederik August Albrecht Schram (* 19. ledna 1995) je islandský fotbalový brankář, který v současnosti hraje za islandský klub Valur. Narodil se v Dánsku, ale na mezinárodní úrovni reprezentuje islandský národní tým.

## Klubová kariéra
Frederik je produktem dánského Dragør Boldklubu a mládežnické akademie Odense Boldklub.
V květnu 2019 Schram opustil FC Roskilde a připojil se k SønderjyskE na základě smlouvy na zbytek sezóny 2018/19. Měsíc po svém příchodu byl Schram poslán na hostování do Lyngby Boldklub na zbytek roku 2019. Smlouva mu však nebyla do konce roku prodloužena, klub opustil a stal se volným hráčem.
Dne 14. ledna 2020 Schram natrvalo přestoupil do Lyngby BK a podepsal šestiměsíční smlouvu. 9. května 2021 s klubem sestoupil do dánské 1. divize po prohře s posledním AC Horsens. Dne 24. června 2022 bylo potvrzeno, že Schram podepsal smlouvu s islandským gigantem Valur, a to až do konce roku 2024.

## Reprezentační kariéra
Schram se narodil v Dánsku dánskému otci a islandské matce. Reprezentoval Island v mládežnických reprezentacích a v listopadu 2015 byl povolán do seniorské reprezentace na zápasy proti Polsku a Slovensku, ale nezahrál si. Poprvé se na mezinárodní scéně objevil 9. února 2017 v přátelském utkání proti Mexiku.
V květnu 2018 byl jmenován do 23členného islandského týmu pro Mistrovství světa ve fotbale 2018 v Rusku.

## Kariérní statistiky

### Klubové
Platí k 20. srpnu 2022.
| Klub               | Sezóna            | Liga              | Liga   | Liga | Pohár  | Pohár | Evropa | Evropa | Ostatní | Ostatní | Celkově | Celkově |
| Klub               | Sezóna            | Divize            | Zápasy | Góly | Zápasy | Góly  | Zápasy | Góly   | Zápasy  | Góly    | Zápasy  | Góly    |
| ------------------ | ----------------- | ----------------- | ------ | ---- | ------ | ----- | ------ | ------ | ------- | ------- | ------- | ------- |
| Vestsjælland       | 2014/15           | Superligaen       | 0      | 0    | 0      | 0     | —      | —      | —       | —       | 0       | 0       |
| Vestsjælland       | 2015/16           | 1st Division      | 0      | 0    | 0      | 0     | —      | —      | —       | —       | 0       | 0       |
| Vestsjælland       | Celkově           | Celkově           | 0      | 0    | 0      | 0     | 0      | 0      | 0       | 0       | 0       | 0       |
| Roskilde           | 2015/16           | 1st Division      | 6      | 0    | 0      | 0     | —      | —      | —       | —       | 6       | 0       |
| Roskilde           | 2016/17           | 1st Division      | 29     | 0    | 0      | 0     | —      | —      | —       | —       | 29      | 0       |
| Roskilde           | 2017/18           | 1st Division      | 28     | 0    | 0      | 0     | —      | —      | —       | —       | 28      | 0       |
| Roskilde           | 2018/19           | 1st Division      | 21     | 0    | 0      | 0     | —      | —      | —       | —       | 21      | 0       |
| Roskilde           | Celkově           | Celkově           | 84     | 0    | 0      | 0     | 0      | 0      | 0       | 0       | 84      | 0       |
| SønderjyskE        | 2019/20           | Superligaen       | 0      | 0    | 0      | 0     | —      | —      | —       | —       | 0       | 0       |
| Lyngby (hostování) | 2019/20           | Superligaen       | 0      | 0    | 1      | 0     | —      | —      | —       | —       | 1       | 0       |
| Lyngby             | 2019/20           | Superligaen       | 1      | 0    | 0      | 0     | —      | —      | —       | —       | 1       | 0       |
| Lyngby             | 2020/21           | Superligaen       | 2      | 0    | 3      | 0     | —      | —      | —       | —       | 5       | 0       |
| Lyngby             | 2021/22           | 1st Division      | 0      | 0    | 0      | 0     | —      | —      | —       | —       | 0       | 0       |
| Lyngby             | Celkově           | Celkově           | 3      | 0    | 4      | 0     | 0      | 0      | 0       | 0       | 7       | 0       |
| Valur              | 2022/23           | Besta Deildin     | 0      | 0    | 0      | 0     | 0      | 0      |         |         |         |         |
| Valur              | Celkově v kariéře | Celkově v kariéře | 87     | 0    | 4      | 0     | 0      | 0      | 0       | 0       | 91      | 0       |

### Reprezentační
Platí k zápasu hranému 11. listopadu 2022.
| Národní tým | Rok     | Zápasy | Góly |
| ----------- | ------- | ------ | ---- |
| Island      | 2017    | 1      | 0    |
| Island      | 2018    | 3      | 0    |
| Island      | 2019    | 1      | 0    |
| Island      | 2022    | 1      | 0    |
| Celkově     | Celkově | 6      | 0    |